# Ema Strunjak
Ema Strunjak (ur. 24 września 1999 w Zaprešić) – chorwacka siatkarka, grająca na pozycji środkowej, reprezentantka kraju.

## Sukcesy klubowe
Puchar Chorwacji:
- 2016

Liga chorwacka:
- 2016
- 2017

Liga węgierska:
- 2022[5]
- 2021

## Sukcesy reprezentacyjne
Liga Europejska:
- 2021